# Danmark i olympiska vinterspelen 1992
Danmark deltog i olympiska vinterspelen 1992. Truppen bestod av sex idrottare varav fyra var män och två var kvinnor.

## Resultat

### Alpin skidåkning
- Storslalom herrar

Nils Gelbjerg-Hansen - 45  
- Slalom herrar

Nils Gelbjerg-Hansen - ?  
- Storslalom damer

Tine Kongsholm - 31  
- Slalom damer

Tine Kongsholm - 28 

### Längdskidor
- 10 km herrar
  - Ebbe Hartz - 48
  - Michael Binzer - 69
- 30 km herrar
  - Ebbe Hartz - 58
  - Michael Binzer - 64
- 50 km herrar
  - Ebbe Hartz - 49
- 10+15 km herrar
  - Ebbe Hartz - 53
  - Michael Binzer - 59

### Konståkning
- Singel herrar
  - Henrik Valentin - 22
- Singel damer
  - Anisette Torp-Lind - 15